# Каменка (городской округ Коломна)
Ка́менка — деревня в городском округе Озёры Московской области России. Население — 49 чел. (2015).

## География
Расположена в северо-восточной части района, примерно в 8 км к северо-востоку от центра города Озёры. В селе 2 улицы — Новая и Школьная, зарегистрировано 2 садовых товарищества. Связана автобусным сообщением с Озёрами и Коломной. Ближайшие населённые пункты — деревня Варищи, село Горы и посёлок Бело-Колодезский участок.

## История
В «Списке населённых мест» 1862 года Каменка — казённая деревня 1-го стана Коломенского уезда Московской губернии на левом берегу реки Оки от впадения в неё реки Москвы, в 24 верстах от уездного города, при пруде, с 70 дворами и 554 жителями (277 мужчин, 277 женщин).
По данным на 1890 год входила в состав Горской волости Коломенского уезда, число душ составляло 554 человека.
В 1913 году — 100 дворов и церковно-приходская школа.
По материалам Всесоюзной переписи населения 1926 года — деревня Варищевского сельсовета Горской волости, проживало 416 жителей (175 мужчин, 241 женщина), насчитывалось 92 крестьянских хозяйства.
В 1927 году Варищевский сельсовет был ликвидирован.
С 1929 года — населённый пункт в составе Озёрского района Коломенского округа Московской области, с 1930-го, в связи с упразднением округа, — в составе Озёрского района Московской области.
В 1939 году из сельсовета Каменский-1 деревня передана в Горский сельсовет.
1959—1969 — населённый пункт в составе Коломенского района.
С 1994 по 2006 год — деревня Горского сельского округа.
В 2024 году деревня преобразована в село.

## Население
| 1852 | 1859 | 1890 | 1926 | 2002 | 2006 | 2010 |
| ---- | ---- | ---- | ---- | ---- | ---- | ---- |
| 526  | ↗554 | →554 | ↘416 | ↘54  | ↘47  | ↘43  |
| 2015 |      |      |      |      |      |      |
| ↗49  |      |      |      |      |      |      |